# Trichoplusia gorilla
Trichoplusia gorilla är en fjärilsart som beskrevs av Holland 1904. Trichoplusia gorilla ingår i släktet Trichoplusia och familjen nattflyn. Inga underarter finns listade i Catalogue of Life.